# Balenciaga (court métrage)
 (juillet 2025).
Pour l’article homonyme, voir Balenciaga.
Pour plus de détails, voir Fiche technique et Distribution.
Balenciaga est un court métrage d'animation américain réalisé par David Silverman et sorti en 2021 en avant-première du défilé Balenciaga. Il met en vedette les personnages de la série Les Simpson.

## Fiche technique
- Titre original : Balenciaga
- Réalisation : David Silverman
- Scénario : Joel H. Cohen, Al Jean et Michael Price
- Photographie :
- Montage : Jason Fabbro
- Musique : James Hayden et Jacob Johnson
- Animation :
- Producteur : James L. Brooks, Al Jean, Richard Raynis et Denise Sirkot
- Sociétés de production :
- Sociétés de distribution :
- Pays d'origine :  États-Unis
- Langue originale : anglais
- Format : couleur
- Genre : Animation
- Durée : 10 minutes
- Dates de sortie :
  - États-Unis : 2 octobre 2021

## Distribution
- Hank Azaria : Moe Szyslak et le vendeur de BD
- Dan Castellaneta : Homer Simpson et Barney Gumble
- Julie Kavner : Marge Simpson
- Nancy Cartwright : Bart Simpson
- Chris Edgerly : Demna Gvasalia
- Tress MacNeille : Anna Wintour
- Harry Shearer : Waylon Smithers
- Yeardley Smith : Lisa Simpson